# Геомагнітна інверсія

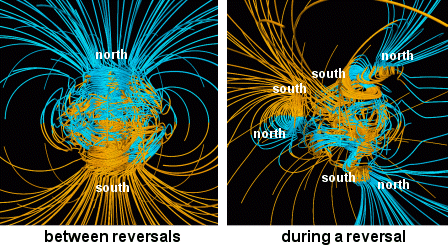
Моделювання магнітного поля Землі між інверсіями (ліворуч) і під час інверсії (праворуч)

Геомагні́тна інве́рсія — зміна магнітного поля Землі, під час якого відбувається переміна магнітних полюсів (не плутати з географічним північним і південним полюсом) — південний геомагнітний полюс стає північним і навпаки. Коли відбувається таке явище, цілісність іоносфери порушується, а потік іонізаційного випромінювання (радіації), який сягає Землі, збільшується.
Періоди збереження сталої направленості магнітного поля Землі називають хронами. Вони тривають від 100 тисяч до 1 млн років. Інверсія, як свідчать дослідження з палеомагнетизму відбувається нерегулярно, через випадкові проміжки часу. Середня тривалість хрона становить 450 тисяч років.
Остання зміна магнітного поля, інверсія Брюнгеса-Матуями, відбулася 780 тисяч років тому.

## Історія дослідження магнітних інверсій
На початку 20-го століття такі геологи, як Бернард Брунхес, вперше помітили, що деякі вулканічні породи були намагнічені протилежно напрямку локального поля Землі. Перші систематичні докази та часову оцінку інверсій магнітного поля були зроблені Мотонорі Матуямою наприкінці 1920-х років; він зауважив, що всі породи з перевернутими полями належать до раннього плейстоцену або старше. У той час полярність Землі була погано вивчена, і можливість перевороту викликала мало інтересу.

Магнітні аномалії на морському дні

Наступний великий прогрес у розумінні інверсій стався, коли в 1950-х роках було вдосконалено техніку радіометричного датування. Аллан Кокс і Річард Доел з Геологічної служби Сполучених Штатів хотіли дізнатися, чи відбуваються зміни через рівні проміжки часу, і запросили геохронолога Брента Далрімпла приєднатися до їхньої групи. У 1959 році вони створили першу часову шкалу магнітної полярності. У міру накопичення даних вони продовжували вдосконалювати цю шкалу, конкуруючи з Доном Тарлінгом і Іаном Макдугаллом з Австралійського національного університету. Група під керівництвом Ніла Опдайка в Земній обсерваторії Ламонта-Догертіпоказали, що така сама картина інверсій була зареєстрована в осадах із глибоководних кернів. 
Протягом 1950-х і 1960-х років інформацію про зміни магнітного поля Землі збирали в основному дослідницькі судна, але складні маршрути океанських круїзів ускладнювали зв'язок навігаційних даних із показаннями магнітометрів . Лише коли дані були нанесені на карту, стало очевидним, що на дні океану з’явилися надзвичайно регулярні та безперервні магнітні смуги.

## Шкала геомагнітної полярності

Геомагнітна полярність з середньої юри. Темні області позначають періоди, коли полярність відповідає сьогоднішній полярності, тоді як світлі області позначають періоди, коли ця полярність змінена. Нормальний суперхрон крейдового періоду видно як широка безперервна чорна смуга біля середини зображення.

Завдяки аналізу магнітних аномалій морського дна та датування послідовностей інверсій на суші палеомагнетісти розробили часову шкалу геомагнітної полярності (GPTS). Поточна шкала часу містить 184 інтервали полярності за останні 83  мільйони років (і, отже, 183 зміни).

### Суперхрони
Суперхрон — це інтервал полярності тривалістю не менше 10 мільйонів  років. Є два добре встановлених суперхрони, крейдовий нормальний і кіаманський. Третій кандидат, Мойеро, є більш суперечливим.
Нормальний крейдовий період ( також званий крейдовим суперхроном або C34) тривав майже 40  мільйонів років, приблизно від 120 до 83 мільйонів років тому, включаючи етапи крейдового періоду від апта до сантону. Частота магнітних інверсій постійно знижувалася до початку періоду, досягаючи найнижчої точки (без інверсій) протягом періоду. Між нормальною крейдою і сьогоденням частота загалом зростала повільно. 
Кіаманський зворотний суперхрон тривав приблизно від пізнього карбону до пізньої пермі, або понад 50  мільйонів років, приблизно від 312 до 262 мільйонів років тому. Магнітне поле мало зворотну полярність. Назва «Кіаман» походить від австралійського міста Кіама, де в 1925 році були знайдені деякі з перших геологічних доказів суперхрону. 
Імовірно, в ордовику відбувався інший суперхрон, який називається зворотним суперхроном Мойеро , який тривав понад 20  мільйонів років (від 485 до 463  мільйонів років тому). Досі цей можливий суперхрон був знайдений лише в ділянці річки Мойеро на північ від полярного кола в Сибіру.
Деякі регіони дна океану, вік яких перевищує 160 млн років тому, мають магнітні аномалії низької амплітуди, які важко інтерпретувати. Вони зустрічаються біля східного узбережжя Північної Америки, північно-західного узбережжя Африки та західної частини Тихого океану. Колись вважалося, що вони представляють суперхрон, який називається Тиха зона юрського періоду, але магнітні аномалії виявлені на суші в цей період.

## Причини
Магнітне поле Землі та інших планет, які мають магнітні поля, створюється дією гідромагнітного динамо, під час якого конвекція розплавленого заліза в планетарному ядрі створює електричні струми, які, у свою чергу, породжують магнітні поля.  У симуляції планетарних динамо реверсії часто виникають спонтанно. 
Наприклад, Гарі Глацмаєр і його співробітник Пол Робертс з Каліфорнійського університету в Лос-Анджелесі розробили числову модель зв’язку між електромагнетизмом і динамікою рідини в надрах Землі. Їх моделювання відтворювало ключові особливості магнітного поля протягом більш ніж 40 000 років моделювання часу, і створене комп’ютером поле змінювалося. Глобальні інверсії поля з нерегулярними інтервалами також спостерігалися в лабораторному рідкометалічному експерименті "VKS2". 
Деякі вчені, такі як Річард А. Мюллер, вважають, що геомагнітні інверсії не є спонтанними процесами, а викликаються зовнішніми подіями, які безпосередньо порушують потік рідин у ядрі Землі. Пропозиції включають ударні події або внутрішні події, такі як зходження континентальних плит, зародження нових мантійних плюмів на межі ядра та мантії. Прихильники цих гіпотез вважають, що будь-яка з цих подій може призвести до великомасштабного порушення роботи динамо, фактично вимкнувши геомагнітне поле. 

## Наслідки можливої переміни полюсів
Під час геомагнітної інверсії магнітне поле Землі поступово буде слабшати, але повністю не зникне.
В момент зміни полюсів відбудеться різке ослаблення магнітного поля: це призведе до стрибкоподібного підвищення рівня сонячної радіації. Згідно з загальноприйнятою теорією, що підтверджується комп'ютерним моделюванням, у випадку тимчасового зникнення магнітного поля Землі сонячний вітер, що проникає в іоносферу разом з обертанням Землі, викличе утворення в іоносфері магнітного поля, частково захищаючи Землю від припливу іонізуючого випромінювання на його поверхню.
Ослаблення магнітного поля приведе до збільшення інтенсивності потоку заряджених частинок, випромінюваних Сонцем і, що попадають в атмосферу Землі. Це може змінити хімічний склад атмосфери, зокрема сильно зменшити її озоновий шар, що також являє собою чималу загрозу всьому живому.
Правда, коли в березні 2001 року змінювалися магнітні полюси на Сонці, зникнень магнітного поля не зафіксували. Сонце змінює свої магнітні полюси раз у 22 роки. На Землі такі стреси відбуваються значно рідше, але все ж відбуваються. Можливо, що катаклізми в біосфері планети, коли зникали від 50 до 90 % її фауни, пов'язані саме з переміщенням полюсів. Вчені відзначають, що саме зникнення магнітного поля призвело до випаровування атмосфери на Марсі.